# العلاقات الألمانية الجنوب إفريقية
العلاقات الألمانية الجنوب أفريقية هي العلاقات الثنائية التي تجمع بين ألمانيا وجنوب أفريقيا.

## مقارنة بين البلدين
هذه مقارنة عامة ومرجعية للدولتين:
| وجه المقارنة                                              | ألمانيا                                                                              | جنوب أفريقيا |
| --------------------------------------------------------- | ------------------------------------------------------------------------------------ | --- |
| المساحة (كم2)                                             | 357.41 ألف                                                                           | 1.22 مليون |
| عدد السكان (نسمة)                                         | 81.29 مليون                                                                          | 57.73 مليون |
| الكثافة السكانية (ن./كم²)                                 | 227.44                                                                               | 47.32 |
| العاصمة                                                   | بون، برلين                                                                           | بريتوريا، بلومفونتين، كيب تاون |
| اللغة الرسمية                                             | اللغة الألمانية                                                                      | لغة إنجليزية، اللغة الأفريقانية، اللغة النديبلي الجنوبية، اللغة السوثو الشمالية، اللغة السوتية، لغة سوازي، اللغة التسونجا، اللغة التسوانية، اللغة الفيندية، اللغة الكوسية، اللغة الزولوية |
| العملة                                                    | يورو، مارك ألماني                                                                    | راند جنوب أفريقي |
| الناتج المحلي الإجمالي (بليون دولار)                      | 3.68 تريليون                                                                         | 349.42 مليار |
| الناتج المحلي الإجمالي (تعادل القوة الشرائية) بليون دولار | 3.92 تريليون                                                                         | 725.91 مليار |
| الناتج المحلي الإجمالي الاسمي للفرد دولار أمريكي          | 41.31 ألف                                                                            | 5.72 ألف |
| الناتج المحلي الإجمالي للفرد دولار أمريكي                 | 46.40 ألف                                                                            | 13.05 ألف |
| مؤشر التنمية البشرية                                      | 0.926                                                                                | 0.666 |
| رمز المكالمات الدولي                                      | +49                                                                                  | +27 |
| رمز الإنترنت                                              | .de                                                                                  | .za |
| المنطقة الزمنية                                           | توقيت وسط أوروبا، ت ع م+01:00، ت ع م+02:00، توقيت أوروبا الوسطى المعياري (ت غ م +1) ‏ | ت ع م+02:00، أفريقيا/جوهانسبرغ ‏ |

## مدن متوأمة
في ما يلي قائمة باتفاقيات التوأمة بين مدن ألمانية وجنوب أفريقية:
- ترتبط آخن مع كيب تاون باتفاقية توأمة منذ 2013.[17][18][19][20]
- ترتبط بافاريا مع كيب الغربية باتفاقية توأمة.

## منظمات دولية مشتركة
يشترك البلدان في عضوية مجموعة من المنظمات الدولية، منها:
| علم المنظمة | اسم المنظمة                                                | تاريخ انضمام ألمانيا | تاريخ انضمام جنوب أفريقيا |
| ----------- | ---------------------------------------------------------- | -------------------- | ------------------------- |
|             | مؤسسة التمويل الدولية                                      | 20 يوليو 1956        | 3 أبريل 1957              |
|             | يونسكو                                                     | 11 يوليو 1951        | 4 نوفمبر 1946             |
|             | مجموعة الموردين النوويين                                   | ?                    | ?                         |
|             | العملية المشتركة للاتحاد الأفريقي والأمم المتحدة في دارفور | ?                    | ?                         |
|             | مؤسسة التنمية الدولية                                      | 24 سبتمبر 1960       | 12 أكتوبر 1960            |
|             | وكالة ضمان الاستثمار متعدد الأطراف                         | 12 أبريل 1988        | 10 مارس 1994              |
|             | منظمة حظر الأسلحة الكيميائية                               | 29 أبريل 1997        | ?                         |
|             | البنك الإفريقي للتنمية                                     | ?                    | ?                         |
|             | الاتحاد الدولي للاتصالات                                   | 1866                 | 1910                      |
|             | الأمم المتحدة                                              | 18 سبتمبر 1973       | 7 نوفمبر 1945             |
|             | منظمة الشرطة الجنائية الدولية                              | ?                    | ?                         |
|             | مجموعة العشرين                                             | 26 سبتمبر 1999       | ?                         |
|             | البنك الدولي للإنشاء والتعمير                              | 14 أغسطس 1952        | 27 ديسمبر 1945            |
|             | الفريق المعني برصد الأرض                                   | ?                    | ?                         |
|             | الاتحاد البريدي العالمي                                    | 1 يوليو 1875         | ?                         |
|             | منظمة التجارة العالمية                                     | ?                    | 1995                      |
|             | المنظمة الهيدروغرافية الدولية                              | ?                    | ?                         |
|             | نظام تحكم تكنولوجيا القذائف                                | 1987                 | 1995                      |

## أعلام
هذه قائمة لبعض الشخصيات التي تربطها علاقات بالبلدين:
- إيلون مسك (مخترع ومطور تقني أمريكي، 28 يونيو 1971 – )
- تشارليز ثيرون (7 أغسطس 1975[43][44][45] – )
- جون ماكسويل كويتزي (كاتب جنوب أفريقي، 9 فبراير 1940[46][47][48] – )
- شارلين أميرة موناكو (25 يناير 1978 – )

## وصلات خارجية
- موقع وزارة الخارجية الألمانية
- موقع وزارة الخارجية الجنوب أفريقية